# Candide Charkviani
Candide Charkviani (en géorgien : კანდიდ ჩარკვიანი) est un homme politique géorgien et le Premier secrétaire du Parti communiste de la République socialiste soviétique de Géorgie de 1938 à 1952.

## Galerie

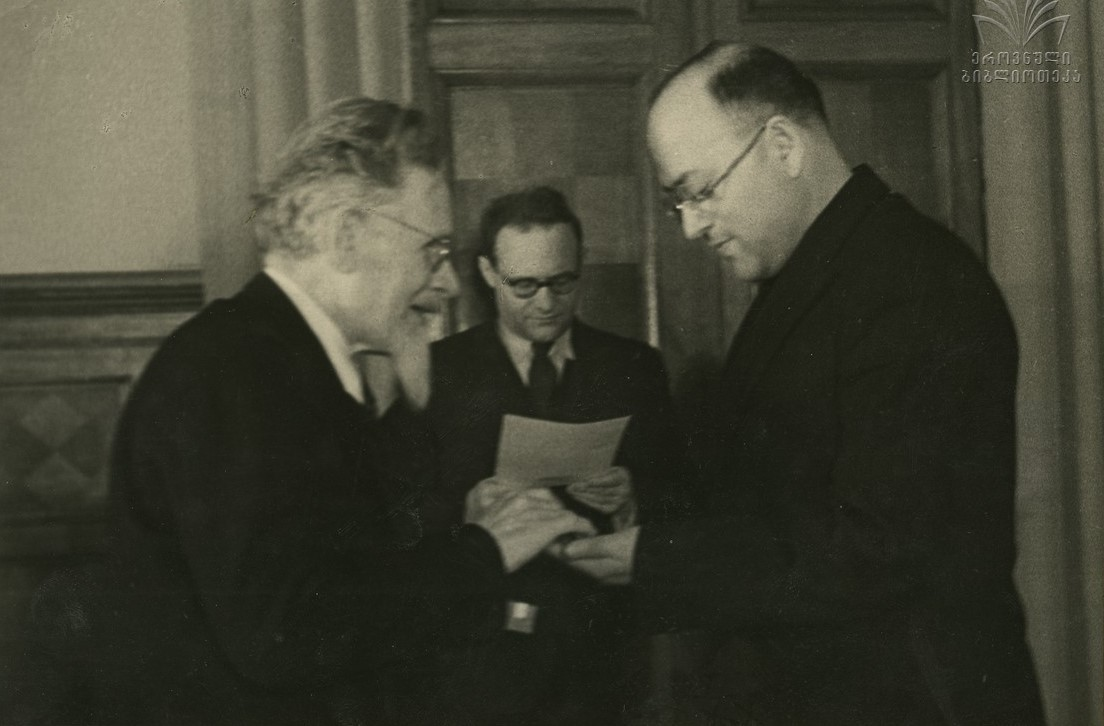
Candide Charkviani et Mikhaïl Kalinine